# Quincy Jones
Quincy Delight Jones Jr., conegut simplement com a Quincy Jones   (Chicago, 14 de març de 1933 - Bel Air, 3 de novembre de 2024), va ser un compositor, director, arranjador i productor de música estatunidenc.
El seu àmbit d'interès musical incloïa el rhythm and blues i el jazz (swing i bop), amb freqüent tendència a la seva fusió, de la mateixa manera que era intèrpret ocasional de trompeta i piano, i cantant. La seva extensa carrera inclou gravacions amb Frank Sinatra i també va compondre bandes sonores per a pel·lícules, i va ser el primer compositor afroamericà que ho feia. Això no obstant, és majoritàriament conegut com a productor dels àlbums més exitosos de Michael Jackson: Off the Wall, Thriller i Bad. Va ser també el productor de la cançó "We Are the World". Va rebre el Grammy Legend Award, el Premi Kennedy, la National Medal of Arts i la Legió d'Honor, entre altres distincions.

## Biografia
Va néixer a Chicago com a primogènit de Sarah Frances, que patia esquizofrènia, i el jugador de beisbol Quincy Delight Jones. La seva família es va traslladar a Seattle quan tenia catorze anys. En aquesta ciutat va tocar a la Lionel Hampton's Big Band i a la banda del Berklee College of Music a Boston, (Massachusetts).
El 1950 va viatjar a Nova York, on es va dedicar a escriure, arreglar i gravar per a bandes que tocaven als clubs de jazz de la ciutat. Allà va conèixer i es va relacionar amb Thelonious Monk, Charlie Parker, Billie Holiday, Gene Krupa, Miles Davis i el seu íntim amic Ray Charles, a qui havia conegut abans a Seattle d'adolescent. El 1956 va fer una gira per Orient Mitjà i Sud-amèrica com a trompetista de Dizzy Gillespie.
A mitjans de la dècada de 1950 es va traslladar a París, va estudiar composició amb Nadia Boulanger i Oliver Messiaen, va travar relació amb Leonard Bernstein, Aaron Copland i Pablo Picasso i va treballar com a director musical de Barclay Records i també com a compositor i arreglista.
El 1961 va tornar a Nova York, on es va convertir en vicepresident de Mercury Records, i va ser un dels primers afroamericans amb aquesta posició en la indústria discogràfica. En la companyia va produir artistes com Peggy Lee, Tonny Bennett i Sarah Vaughan. El 1963 va rebre el primer Grammy pels arreglaments de I Can't Stop Loving You, gravant per la Count Basie Orchestra.
El 1964 va gravar la banda sonora de The Pawnbroker, i es va convertir en el primer negre nord-americà a compondre per al cinema. Altres pel·lícules en què va compondre la música van ser A sang freda (In Cold Blood) el 1967, El color púrpura (The Color Purple) el 1985, For Love of Ivy el 1969; i per a la televisió va compondre per a sèries com Ironside i El show de Bill Cosby.
Com a director de Big Bands, que va mantenir més endavant per a gravacions d'estudi, encara que rarament per a actuacions en directe, va iniciar la seva carrera amb dos discos de gran impacte al món del jazz: How I feel about jazz i Birth of a band (1959. Més endavant, va fitxar per A&M Records on va gravar el 1961 Quintessence. Influït per conceptes de jazz fusió, va editar Walking In Space (1969 i Smackwater Jack (1971), que inclou entre altres temes per a la banda sonora del telefilm Ironside. En total, va compondre la música per a trenta-tres pel·lícules i va rebre setanta-nou nominacions al Premi Grammy.
Com a productor, es va fer famós sobretot per haver estat coproductor dels tres àlbums més famosos de Michael Jackson: Off the Wall, Thriller i Bad. Va dirigir l'orquestra de Frank Sinatra i va produir el seu últim àlbum amb temes originals (L.A. is my Lady), així com el retorn a les taules de la llegendària Lena Home el 1980.
El 2001 va publicar la seva autobiografia: The Autobiography of Quincy Jones.
També cal destacar la producció de l'àlbum Give Me the Night (1980), de George Benson.

## Família
Quincy Jones es va casar tres vegades i va tenir set fills. Primerament, amb Jeri Caldwell, del 1957 al 1966, i van tenir Jolie Jones Levine. Després, amb Ulla Anderson, de 1967 al 1974, i van tenir Martina Jones i Quincy Jones III. Finalment, amb Peggy Lipton, del 1974 al 1990, i van tenir Kidada Jones i Rashida Jones.
Del breu affair amb Carol Reynolds, va tenir la seva filla Rachel Jones i de la relació amb Nastassja Kinski del 1991 al 1995 va tenir la seva filla Kenya Julia Miambi Sarah Jones, nascuda el 1993.

## Discografia
- 1964 Big Band Bossa Nova
- 1970 Gula Matari
- 1970 Walking in Space
- 1971 Smackwater Jack
- 1973 You've Got It Bad, Girl
- 1974 Body Heat
- 1975 Mellow Madness
- 1976 I Heard That!
- 1977 Roots
- 1978 Sounds...And Stuff Like That!!
- 1981 The Dude
- 1984 The Birth of a Band, Vol. 1
- 1989 Back on the Block
- 1995 Q's Jook Joint
- 1999 Reel Quincy Jones
- 2000 Basie and Beyond
- 2004 Original Jam Sessions 1969
- 2011 Soul Bossa Nostra

## Premis i distincions
Quincy té el rècord de ser l'artista amb més nominacions als Grammy, amb un total de setanta-nou, i va rebre vint-i-cinc premis en reconeixement dels seus mèrits musicals. Mitja dotzena d'universitats li van atorgar doctorats honoris causa i va rebre moltíssims guardons, com el Premi Emmy per la música de l'episodi d'obertura de Roots; set nominacions a l'Oscar, el Premi Humanitari Jean Hersholt de l'AMPAS i el premi Trustees de la NARAS.
França li va atorgar la Legió d'Honor. També va rebre l'Orde de les Arts i Lletres del Ministeri francès de Cultura; el cobejat premi Polar Music de la Reial Acadèmia Sueca i el premi Rodolfo Valentino de la República Italiana.
El 2008 va ser homenatjat pel Festival de Jazz de Montreux.
L'any 2000 va rebre la National Humanities Medal.
L'any 2009 va rebre el Clinton Global Award a la filantropia.

### Premis Oscar
| Any  | Categoria                    | Pel·lícula       | Resultat |
| ---- | ---------------------------- | ---------------- | -------- |
| 1985 | Millor Pel·lícula            | El color púrpura | Candidat |
| 1985 | Millor Banda sonora          | El color púrpura | Candidat |
| 1985 | Millor cançó                 | El color púrpura | Candidat |
| 1978 | Millor banda sonora adaptada | El mag           | Candidat |
| 1968 | Millor cançó                 | For Love of Ivy  | Candidat |
| 1967 | Millor banda sonora original | A sang freda     | Candidat |
| 1967 | Millor cançó                 | Banning          | Candidat |